# Festivalul Internațional de Film Fantastic de la Avoriaz din 1988
Festivalul Internațional de Film Fantastic de la Avoriaz din 1988 (în franceză Festival international du film fantastique d'Avoriaz 1988) a fost a 16-a ediție a Festivalului Internațional de Film Fantastic de la Avoriaz. A avut loc în Alpii francezi (în stațiunea Avoriaz) în ianuarie 1988.
Filmul Hidden regizat de Jack Sholder a primit Marele premiu (Grand prix) al festivalului.

## Juriu
- Sidney Lumet (președinte)
- Walerian Borowczyk
- Élie Chouraqui
- Sophie Desmarets
- John Irvin
- Valérie Kaprisky
- Gō Nagai
- Jacques Rouffio
- Alexandre Trauner
- Vladimir Volkoff
- Lambert Wilson
- Michael York

## Selecție

### În competiție
- Angoisse (Angustia) de Bigas Luna ( Spania)
- Aux frontières de l'aube (Near Dark) de Kathryn Bigelow ( Statele Unite ale Americii)
- Cassandra de Colin Eggleston ( Australia)
- Hidden (The Hidden) de Jack Sholder ( Statele Unite ale Americii)
- Histoire de fantômes chinois (Sien nui yau wan) de Ching Siu-tung ( Hong Kong, China)
- Julia et Julia (Giulia e Giulia) de Peter Del Monte ( Italia)
- Bienvenue au Paradis (Made in Heaven) de Alan Rudolph ( Statele Unite ale Americii)
- Prince des ténèbres (Prince of Darkness) de John Carpenter ( Statele Unite ale Americii)
- Princess Bride (The Princess Bride) de Rob Reiner ( Statele Unite ale Americii)
- Prison de Renny Harlin ( Statele Unite ale Americii)
- Morning Patrol (Proini Peripolos) de Nikos Nikolaïdis ( Grecia)
- RoboCop de Paul Verhoeven ( Statele Unite ale Americii)
- Siesta de Mary Lambert ( Statele Unite ale Americii)
- Retour à Oegstgeest (Terug Naar Oegstgeest) de Theo Van Gogh ( Țările de Jos)
- Witchboard de Kevin Tenney ( Regatul Unit /  Statele Unite ale Americii)

### Secțiunea horror
- L'Attaque des morts-vivants (Killing Birds) de Claudio Lattanzi ( Italia)
- Elmer le remue-méninges (Brain Damage) de Frank Henenlotter ( Statele Unite ale Americii)
- Le Bal de l'horreur 2 : Hello Mary Lou (Hello Mary Lou : Prom Night 2) de Bruce Pittman ( Canada)
- Hellraiser, le pacte (Hellraiser) de Clive Barker ( Regatul Unit)
- La Maison du cauchemar (La casa 3) de Umberto Lenzi ( Italia)

### În afara competiției
- Coïncidences de Jean-Pierre Rivière ( Franța)
- Oppressions de Jean Cauchy ( Franța)
- La Septième dimension de Laurent Dussaux, Olivier Bourbeillon, Manuel Boursinhac, Benoît Ferreux, Stéphan Holmes, Peter Winfield ( Franța)
- Tokyo the Last Megalopolis (Teito Monogatori) de Akio Jissōji ( Japonia)
- Cérémonie d'amour de Walerian Borowczyk ( Franța)

## Premii
- Marele premiu (Grand prix): Hidden de Jack Sholder
- Premiul special al juriului (Prix spécial du jury): Histoire de fantômes chinois de Ching Siu-tung
- Premiul de excelență: RoboCop pentru efecte speciale* Mențiune specială: José-Maria Civit pentru Angoisse de Bigas Luna
- Premiul criticii (Prix de la critique): Prince des ténèbres de John Carpenter
- Antena de Aur (Antenne d'or): Princess Bride de Rob Reiner
- Premiul secțiunea horror: Hellraiser de Clive Barker